# Mỏ bao trứng ngược
Mỏ bao trứng ngược hay mỏ bao lá rộng, mỏ bạc (danh pháp khoa học: Rhynchotechum ellipticum) là loài thực vật có hoa trong họ Tai voi. Loài này được (Wall. ex D. Dietr.) A. DC. mô tả khoa học đầu tiên năm 1845.
Loài này phân bố ở Việt Nam, Campuchia, Lào, Thái Lan, Myanmar, Ấn Độ, Trung Quốc..